# Ornithopus sativus subsp. isthmocarpus
Ornithopus sativus subsp. isthmocarpus é uma subespécie de planta com flor pertencente à família Fabaceae. 
A autoridade científica da subespécie é (Coss.) Dostál, tendo sido publicada em Kvetana Česke Socialisticke Republicky 788. 1948.
Os seus nomes comuns são erva-de-casta, serradela, serradela-cultivada, serradela-de-bico-comprido ou serradela-de-garra.

## Portugal
Trata-se de uma subespécie presente no território português, nomeadamente em Portugal Continental e no Arquipélago dos Açores.
Em termos de naturalidade é nativa de Portugal Continental e introduzida Arquipélago dos Açores.

## Protecção
Não se encontra protegida por legislação portuguesa ou da Comunidade Europeia.